# Rustaweli-Wazisubani-Linie
| Streckenlänge: | 5,0 (14,2) km            |                                           |                                           |
| Spurweite: | 1524 mm (Russische Spur) |                                           |                                           |
| Stromsystem: | 825 V =                  |                                           |                                           |
| |                          |                                           |                                           |
| \| \| \| Sakartwelos samchedro gsa \| \| \| \| Digomi \| \| \| \| Didube \| \| \| \| von der Achmetelis-Teatri-Warketeli-Linie \| \| \| \| WDNC \| \| \| \| Teknikuri Uniwersiteti \| \| \| \| von der Saburtalo-Linie \| \| \| \| Wake \| \| \| \| Rustaweli \| \| \| \| von der Achmetelis-Teatri-Warketeli-Linie \| \| \| \| Saarbriukenis Moedani \| \| \| \| Kwemo Elia \| \| \| \| Zemo Elia \| \| \| \| von der Achmetelis-Teatri-Warketeli-Linie \| \| \| \| Wazisubani \| \| \| \| von der Achmetelis-Teatri-Warketeli-Linie \| \| \| \| Warketeli \| \| \| \| Kattisko Gamsiri \| \| \| \| Moskowske Prospekt \| |                          |                                           |                                           |
| U-Bahn-Kopfbahnhof Streckenanfang (Strecke außer Betrieb) |                          | Sakartwelos samchedro gsa                 | Sakartwelos samchedro gsa                 |
| U-Bahn-Bahnhof (Strecke außer Betrieb) |                          | Digomi                                    | Digomi                                    |
| U-Bahn-Bahnhof (Strecke außer Betrieb) |                          | Didube                                    | Didube                                    |
| U-Bahn-Abzweig geradeaus und von links (Strecke außer Betrieb) |                          | von der Achmetelis-Teatri-Warketeli-Linie | von der Achmetelis-Teatri-Warketeli-Linie |
| U-Bahn-Bahnhof (Strecke außer Betrieb) |                          | WDNC                                      | WDNC                                      |
| U-Bahn-Bahnhof (Strecke außer Betrieb) |                          | Teknikuri Uniwersiteti                    | Teknikuri Uniwersiteti                    |
| U-Bahn-Abzweig geradeaus und von rechts (Strecke außer Betrieb) |                          | von der Saburtalo-Linie                   | von der Saburtalo-Linie                   |
| U-Bahn-Bahnhof (Strecke außer Betrieb) |                          | Wake                                      | Wake                                      |
| U-Bahn-Bahnhof (Strecke außer Betrieb) |                          | Rustaweli                                 | Rustaweli                                 |
| U-Bahn-Abzweig geradeaus und von links (Strecke außer Betrieb) |                          | von der Achmetelis-Teatri-Warketeli-Linie | von der Achmetelis-Teatri-Warketeli-Linie |
| U-Bahn-Bahnhof (Strecke außer Betrieb) |                          | Saarbriukenis Moedani                     | Saarbriukenis Moedani                     |
| U-Bahn-Bahnhof (Strecke außer Betrieb) |                          | Kwemo Elia                                | Kwemo Elia                                |
| U-Bahn-Bahnhof (Strecke außer Betrieb) |                          | Zemo Elia                                 | Zemo Elia                                 |
| U-Bahn-Abzweig geradeaus und von links (Strecke außer Betrieb) |                          | von der Achmetelis-Teatri-Warketeli-Linie | von der Achmetelis-Teatri-Warketeli-Linie |
| U-Bahn-Bahnhof (Strecke außer Betrieb) |                          | Wazisubani                                | Wazisubani                                |
| U-Bahn-Abzweig geradeaus und von rechts (Strecke außer Betrieb) |                          | von der Achmetelis-Teatri-Warketeli-Linie | von der Achmetelis-Teatri-Warketeli-Linie |
| U-Bahn-Bahnhof (Strecke außer Betrieb) |                          | Warketeli                                 | Warketeli                                 |
| U-Bahn-Bahnhof (Strecke außer Betrieb) |                          | Kattisko Gamsiri                          | Kattisko Gamsiri                          |
| U-Bahn-Kopfbahnhof Streckenende (Strecke außer Betrieb) |                          | Moskowske Prospekt                        | Moskowske Prospekt                        |

Die Rustaweli-Wazisubani-Linie (Georgisch: რუსთაველი-ვაზისუბანი-ხაზი), inoffiziell auch Sakartwelos-samchedro-gsa-Moskowske-Prospekt-Linie, ist eine seit den 1980er-Jahren in Bau stehende U-Bahn-Linie der Metro Tiflis.

## Verlauf
Die Linie soll an der Georgischen Heerstraße beginnen. An der Station Didube soll ein Übergang zur Achmetelis-Teatri-Warketeli-Linie entstehen. Nach einem Schwenk Richtung Westen soll die Linie an der Station Teknikuri Uniwersiteti auf die Saburtalo-Linie treffen, ehe sie über den Stadtteil Wake  zur Station Rustaweli verläuft. Von dort aus soll die Rustaweli-Wazisubani-Linie weiter in östliche Richtung den Fluss Mtkvari kreuzen und in Wazisubani zum Moskowski-Prospekt enden.

## Geschichte
Die Planungen für diese Linie begannen bereits in den 1970er-Jahren. Die Bauarbeiten begannen am Ende der 1980er-Jahre. Ein Teil des Tunnels wurde bereits fertiggestellt, ebenso wie ein Teil der Station Saarbriukenis Moedani. Seit der Unabhängigkeit Georgiens und der schlechten finanziellen Lage wurde die Baustelle zeitweise aufgegeben. Nach einigen Angaben sollen teilweise die Tunnel mit Wasser vollgelaufen sein.

### Baufortschritt
Hier werden die geplanten / in Bau stehenden Stationen aufgelistet und wie weit deren Baufortschritt ist.
- Sakartwelos samchedro gsa – geplant
- Digomi – geplant
- Didube-2 – geplant
- WDNC – geplant
- Teknikuri Uniwersiteti-2 – geplant
- Wake – geplant
- Rustaweli-2 – Bau des Tunnels begonnen
- Saarbriukenis Moedani – Bau des Tunnels und der Station begonnen
- Kwemo Elia – Bau des Tunnels begonnen
- Zemo Elia – Bau des Tunnels begonnen
- Wazisubani-1 – Tunnel fertiggestellt
- Warketeli-2 – geplant
- Katisko Gamsiri – geplant
- Moskowske Prospekt – geplant